# Godehard Brysch
Godehard Brysch (* 8. Juli 1948) ist ein ehemaliger deutscher Mittelstreckenläufer, der sich auf die 800-Meter-Distanz spezialisiert hatte.

## Leben
1971 wurde er Deutscher Hallenmeister und gewann bei den Leichtathletik-Halleneuropameisterschaften in Sofia mit der bundesdeutschen Mannschaft Bronze in der 4-mal-800-Meter-Staffel.
Er erreichte einen 6. Platz bei den Studenten-Weltspielen 1970 in Turin.
Seine persönliche Bestzeit von 1:49,1 min stellte er am 7. August 1970 in Berlin auf.
Godehard Brysch startete für die LG Wuppertal.
| Personendaten    | Personendaten                  |
| ---------------- | ------------------------------ |
| NAME             | Brysch, Godehard               |
| KURZBESCHREIBUNG | deutscher Mittelstreckenläufer |
| GEBURTSDATUM     | 8. Juli 1948                   |